# Wiktor Wiktorowitsch Solodow
Wiktor Wiktorowitsch Solodow (russisch Виктор Викторович Солодов; * 15. Juni 1962 in Myski, Russische SFSR, UdSSR) ist ein ehemaliger sowjetischer Gewichtheber.

## Karriere
Solodows verhältnismäßig kurze internationale Karriere begann mit der Europa- und Weltmeisterschaft 1983 in Moskau, wo er im Mittelschwergewicht bis 90 kg mit 185,0 kg im Reißen, 225,0 kg im Stoßen und somit 410,0 kg im Zweikampf jeweils drei Silbermedaillen hinter Blagoj Blagoew mit 417,5 kg gewann. Im vierten Stoßversuch bewältigte Solodow 230,0 kg und erzielte somit seinen ersten Weltrekord.
Ein Jahr später blieb ihm aufgrund des Olympiaboykotts der Sowjetunion die Teilnahme an den Olympischen Spielen versagt. Zuvor belegte er bei den Europameisterschaften in Vitoria den zweiten Platz und stellte mit 232,5 kg einen neuen Weltrekord im Stoßen auf. Bei den alternativen Spielen der Freundschaft in Warna gewann er mit einem Zweikampfweltrekord von 422,5 kg und einem weiteren Weltrekord im Stoßen von 233,0 kg seine Klasse vor Blagoew.
1985 gewann er mit 402,5 kg im Zweikampf die Europameisterschaft in Katowice. Auch die WM in Södertälje entschied er mit 395,0 kg (177,5 kg / 217,5 kg) für sich, vor dem Kasachen Anatoli Chrapaty, der exakt dieselben Lasten hob, aber schwerer war.
Seine letzten internationalen Wettkämpfe bestritt Solodow 1986. Er belegte den zweiten Platz bei der Europameisterschaft in Karl-Marx-Stadt mit 395,0 kg den zweiten Platz, diesmal hinter Chrapaty, der 410,0 kg erzielte. Bei der Weltmeisterschaft im selben Jahr blieb er mit 407,5 kg im Zweikampf (180,0 kg / 227,5 kg) erneut hinter Chrapaty mit 412,5 kg.

## Bestleistungen
- Reißen: 190,0 kg in der Klasse bis 90 kg 1984 in Warna.
- Stoßen: 233,0 kg in der Klasse bis 90 kg 1984 in Warna.
- Zweikampf: 422,5 kg in der Klasse bis 90 kg 1984 in Warna.